# Lappvesi, Åland
Lappvesi är en fjärd i Åland (Finland). Den ligger i den östra delen av landskapet, mellan Lappo och Kumlinge, 55 km nordost om Mariehamn.